# Awasi
Awasi est le chef-lieu du district de Nyando dans l'ancienne province de Nyanza au Kenya. La localité ressemble plus à une agglomération d'exploitations agricoles qu'à une ville.